# Infidelity
Infidelity er en amerikansk stumfilm fra 1917 af Ashley Miller.

## Medvirkende
- Anna Q. Nilsson som Elaine Bernard
- Eugene Strong som Ford Maillard
- Miriam Nesbitt som Dorothy Stafford
- Warren Cook som Cliford Wayne
- Fred C. Jones som Ali Delna